# جورج آدم سكوت
جورج آدم سكوت هو سياسي كندي، ولد في 11 ديسمبر 1874 في بورتاج لابريري في كندا، وتوفي في 1963. انتخب عضو المجلس التشريعي في ساسكاتشوان.